# Čurkin
Čurkin je priimek več oseb:
- Vitalij Ivanovič Čurkin, ruski diplomat
- Peter Dimitrijevič Čurkin, sovjetski general